# Enrico Bertaggia
Enrico Bertaggia (1964. szeptember 19.) olasz autóversenyző.

## Pályafutása
1987-ben megnyerte az olasz Formula–3-as bajnokságot, 1988-ban pedig a makaói, valamint a monacói Formula–3-as nagydíj győztese volt.
Az 1989-es Formula–1-es világbajnokság hat versenyén vett részt. Enrico az utolsó hat versenyre váltotta a francia Pierre-Henri Raphanelt a Coloni csapatánál. Egy alkalommal sem érte el a futamon való szükséges időlimitet, így csak a szabadedzéseken és az időmérő edzéseken szerepelt. 1992-ben újra próbálkozott a világbajnokságon, ekkor az Andrea Moda Formula alakulatával. A dél-afrikai nagydíjon eltiltás miatt nem szerepelt a csapat, a mexikói versenyről pedig visszaléptek. Enrico ezután elhagyta a csapatot.
1995-ben rajthoz állt a Le Mans-i 24 órás viadalon. Az amerikai Johnny Unser és a német Frank Jelinski csapattársaként az abszolút kilencedik, és a GT2-es kategória második helyén végzett.

## Eredményei

### Teljes Formula–1-es eredménylistája
(Táblázat értelmezése)

(Félkövér: pole-pozícióból indult; dőlt: leggyorsabb kört futott) 

| Év   | Csapat              | Modell     | Motor       | 1       | 2       | 3   | 4   | 5   | 6   | 7   | 8   | 9   | 10  | 11     | 12     | 13     | 14     | 15     | 16     | Helyezés | Pont |
| ---- | ------------------- | ---------- | ----------- | ------- | ------- | --- | --- | --- | --- | --- | --- | --- | --- | ------ | ------ | ------ | ------ | ------ | ------ | -------- | ---- |
| 1989 | Coloni SpA          | Coloni C3  | Cosworth V8 | BRA     | SMR     | MON | MEX | USA | CAN | FRA | GBR | GER | HUN | BEL Nk | ITA Nk | POR Nk | ESP Nk | JPN Nk | AUS Nk | -        | 0    |
| 1992 | Andrea Moda Formula | Coloni C4B | Judd V10    | RSA DNP |         |     |     |     |     |     |     |     |     |        |        |        |        |        |        | -        | 0    |
| 1992 | Andrea Moda Formula | Moda S921  | Judd V10    |         | MEX DNP | BRA | ESP | SMR | MON | CAN | FRA | GBR | GER | HUN    | BEL    | ITA    | POR    | JPN    | AUS    | -        | 0    |

### Le Mans-i 24 órás autóverseny
| Év   | Csapat               | Autó              | Csapattárs   | Csapattárs     | Helyezés |
| ---- | -------------------- | ----------------- | ------------ | -------------- | -------- |
| 1995 | Callaway Competition | Callaway Corvette | Johnny Unser | Frank Jelinski | 9.       |

## Külső hivatkozások
- Profilja a grandprix.com honlapon (angolul)
- Profilja a statsf1.com honlapon (angolul)
- Profilja a driverdatabase.com honlapon (angolul)